# Pseudonapomyza hungarica
Pseudonapomyza hungarica este o specie de muște din genul Pseudonapomyza, familia Agromyzidae, descrisă de Spencer în anul 1973. Conform Catalogue of Life specia Pseudonapomyza hungarica nu are subspecii cunoscute.